# Anaprof Clausura 2002
La ANAPROF Clausura   2002 fue la temporada del torneo de la Asociación Nacional Pro Fútbol, donde se coronó campeón  el Club Deportivo Plaza Amador.

## Cambios del Clausura 2002
- En el campeonato Clausura el Sporting San Miguelito se rebautizó como Sporting Coclé después de que se reubicara en Antón, Coclé.
- No hubo descenso, porque la Primera A del campeonato no fue jugada en 2002.

## Equipos del Clausura 2002
| Equipo                 | Ciudad                 | Estadio                         |
| ---------------------- | ---------------------- | ------------------------------- |
| Alianza FC             | Ciudad de Panamá       | Estadio Camping Resort          |
| Primavera FC           | Santiago               | Estadio Omar Torrijos           |
| CD Árabe Unido         | Colón                  | Estadio Mariano Bula            |
| CD Plaza Amador        | Ciudad de Panamá       | Estadio Municipal de Balboa     |
| Chorrillo FC           | Ciudad de Panamá       | Estadio Municipal de Balboa     |
| San Francisco FC       | La Chorrera            | Estadio Agustín Muquita Sánchez |
| Sporting San Miguelito | Sporting San Miguelito | Estadio Municipal de Ciruelito  |
| Tauro FC               | Ciudad de Panamá       | Estadio Rommel Fernández        |

## Estadísticas del Clausura 2002
| Lugar | Equipo               | Juegos | Ganados | Empates | Perdidos | Goles A favor | Goles en contra | +/- | Puntos |
| ----- | -------------------- | ------ | ------- | ------- | -------- | ------------- | --------------- | --- | ------ |
| 1.    | Tauro FC             | 14     | 7       | 6       | 1        | 22            | 14              | +8  | 27     |
| 2.    | CD Plaza Amador      | 14     | 6       | 6       | 2        | 26            | 15              | +11 | 24     |
| 3.    | Chorrillo FC         | 14     | 6       | 5       | 3        | 21            | 14              | +7  | 23     |
| 4.    | CD Árabe Unido       | 14     | 5       | 7       | 2        | 18            | 13              | +5  | 22     |
| 5.    | San Francisco FC     | 14     | 5       | 3       | 6        | 19            | 18              | +1  | 18     |
| 6.    | Sporting Coclé       | 14     | 3       | 4       | 7        | 13            | 22              | -9  | 13     |
| 7.    | Alianza FC           | 14     | 2       | 6       | 6        | 18            | 29              | -11 | 12     |
| 8.    | Atlético Veranguense | 14     | 1       | 5       | 8        | 11            | 23              | –12 | 8      |

- (Los equipos en verde señalan los clasificados a semifinales.)

## Cuadrangular semifinal
| Lugar | Equipo          | Juegos | Ganados | Empates | Perdidos | Goles A favor | Goles en contra | +/- | Puntos |
| ----- | --------------- | ------ | ------- | ------- | -------- | ------------- | --------------- | --- | ------ |
| 1.    | Tauro FC        | 6      | 4       | 0       | 2        | 12            | 10              | +2  | 12     |
| 2.    | CD Plaza Amador | 6      | 3       | 1       | 2        | 10            | 0               | +1  | 10     |
| 3.    | Chorrillo FC    | 6      | 3       | 0       | 3        | 11            | 9               | +3  | 9      |
| 4.    | CD Árabe Unido  | 6      | 1       | 1       | 4        | 8             | 14              | +6  | 4      |

- (Los equipos en verde señalan los clasificados a la final.)

### Final de Ida
| 20 de noviembre de 2002 | Plaza Amador                              | 2:1 | Tauro FC        | Estadio Municipal de Balboa, Ciudad de Panamá, Panamá |  |
|                         | Alejandro Dawson 18' · José Justavino 19' |     | Luis Tejada 76' |                                                       |  |

### Final de Vuelta
| 24 de noviembre de 2002 | Tauro FC             | 1:0 | CD Plaza Amador | Campo de Deportes Giancarlo Gronchi, Ciudad de Panamá, Panamá |  |
|                         | Ricardo Phillips 24' |     |                 |                                                               |  |

| Tanda de penaltis |  |     |  |                  |
| Anel Canales      |  | 1:1 |  | Victor Suarez    |
| Ricardo Phillips  |  | 1:2 |  | José Rodríguez   |
| Eric Martínez     |  | 1:3 |  | Javier Castro    |
|                   |  | 1:4 |  | Alejandro Dawson |

| ANAPROF Clausura 2002:     |
| -------------------------- |
| CD Plaza Amador 4.º Título |